# Konoe Motozane
Konoe Motozane (近衛基実, também conhecido como Fujiwara no Motozane, 1143 - 1166), foi um nobre e poeta do final do período Heian da História do Japão. 

## Vida e Carreira
Quarto filho de Fujiwara no Tadamichi, sua mãe era Minamoto no Nobuko (filha de Minamoto no Kunizane). Por intermédio de seu pai, fez parte do círculo do Imperador Go-Shirakawa e foi nomeado chūnagon e depois dainagon em 1154. Em 1157 foi nomeado Udaijin até 1160, quando foi promovido a Sadaijin até 1164. Em 1158 aos 16 anos de idade assumiu o cargo de kampaku (regente), do Imperador Nijo, neste momento tornou-se líder do clã Fujiwara.
Embora Motozone fosse kampaku durante a Rebelião Heiji não se poderia responsabiliza-lo por nenhum de seus atos, já que nessa época era um rapaz de dezesseis anos.
Foi o fundador da Ramo Konoe dos Fujiwara, uma das Sekke (Cinco Casas Regente).
Mesmo casado com a filha de Fujiwara no Tadataka com quem teve um filho em 1160 (Motomichi), Taira no Kiyomori conseguiu com que ele se casasse com uma de suas filhas, Moriko, de apenas nove anos, em 1164. Casamento este que teve um fim dramático quando Motozane morre dois anos depois.
Em 1163 Motozane foi excomungado pelo clero de Kofuku-ji (o templo do Clã Fujiwara), isto ocorreu por Motozane se negar a apoiar a reivindicação do Kofuku-ji contra a seita Tendai do Enryaku-ji, que queria encampar os monges de Mii-dera (Onjo-ji). O que tornaria o Enryaku-ji e a seita Tendai a principal força religiosa no império.
Motozane está relacionado como membro dos Trinta e seis Imortais da Poesia. Seus poemas waka estão incluídos em diversas antologias de poesia imperiais, incluindo o Shin Kokin Wakashū (nova coleção de poemas antigos e modernos,  encomendada em 1201 pelo imperador aposentado Go-Toba). Além disso tem uma coleção de poemas pessoais conhecida como Motozane-shū que também sobreviveu a ação do tempo.
Motozane morreu aos 23 anos de idade, um ano depois que assumiu o cargo de Sesshō (regente) do Imperador Rokujo em 1165.